# 75 Cents
75 Cents, pseudonimo di Ladislav Demeterffy conosciuto anche come 4 Kuna 20 Lipas (Zagabria, 29 gennaio 1933 – Zagabria, 19 novembre 2010), è stato un cantante croato.

## Biografia
In realtà il suo nome da artista vero era 4 Kuna 20 Lipas, ma era meglio conosciuto con il nome di 75 Cents, nome artistico attribuitogli nel 2008 quando fu, a quella data, l'artista più longevo a salire sul palco dello Eurovision Song Contest, aveva 75 anni e da qui il nome ispirato al più famoso 50 Cent. Partecipò alla manifestazione musicale con i Kraljevi Ulice presentando la canzone Romanca, che arriva 21º in finale.
Ladislav è morto all'ospedale Vinogradska di Zagabria il 19 novembre 2010 a 77 anni.